# Élections constituantes de 1945 dans la Manche
Les élections constituantes françaises de 1945 se déroulent le 21 octobre.

## Mode de scrutin
Les députés sont élus selon le système de représentation proportionnelle suivant la règle de la plus forte moyenne dans le département, sans panachage ni vote préférentiel. Il y a 586 sièges à pourvoir.
Dans le département de la Manche, cinq députés sont à élire.

## Élus
Les cinq députés élus sont : 
| Identité             | Parti | Parti |
| -------------------- | ----- | ----- |
| Jean Raymond-Laurent |       | MRP   |
| Maurice Lucas        |       | MRP   |
| Étienne Fauvel       |       | MRP   |
| René Schmitt         |       | SFIO  |
| Joseph Lecacheux     |       | AD    |

## Résultats

### Résultats à l'échelle du département
| Parti          | Parti                                | Tête de liste        | Résultats | Résultats | Sièges | Sièges |
| Parti          | Parti                                | Tête de liste        | Voix      | %         |        |        |
| -------------- | ------------------------------------ | -------------------- | --------- | --------- | ------ | ------ |
|                | MRP                                  | Jean Raymond-Laurent | 91 632    | 48,73     | 3      |        |
|                | SFIO                                 | René Schmitt         | 37 018    | 19,69     | 1      |        |
|                | Unité républicaine (AD-PRSRF)        | Joseph Lecacheux     | 31 404    | 16,70     | 1      |        |
|                | Concentration républicaine (Rad-Soc) | Pierre Appell        | 17 643    | 9,38      | -      |        |
|                | PCF                                  | Jacques Dubois       | 10 344    | 5,50      | -      |        |
|                |                                      |                      |           |           |        |        |
| Inscrits       | Inscrits                             | Inscrits             | 258 981   | 100,00    | 5      |        |
| Votants        | Votants                              | Votants              | 194 453   | 75,08     |        |        |
| Blancs et nuls | Blancs et nuls                       | Blancs et nuls       | 6 384     | 3,30      |        |        |
| Exprimés       | Exprimés                             | Exprimés             | 188 041   | 96,70     |        |        |